# Патрик, Деваль
Деваль Лордин Патрик (англ. Deval Laurdine Patrick; род. 31 июля 1956, Чикаго, Иллинойс) — 71-й губернатор Содружества Массачусетс, представляющий Демократическую партию. Во время президентства Билла Клинтона был помощником Генерального прокурора США. Первый афроамериканец на посту губернатора Массачусетса.

## Детство и юношество
Деваль Патрик родился в Южном Чикаго, в семье Лордина и Мэй Патрик. Отец бросил семью, когда Патрику было 3 года, ради карьеры джаз-музыканта и из-за рождения от него ребёнка от другой женщины. Мэй Патрик пришлось растить двоих детей (Деваля и его старшую сестру Ронду) одной.
Учась в средней школе, Деваль получил стипендию для одаренных детей от некоммерческой организации «A Better Chance» для обучения в Академии Милтон в Массачусетсе, которую он окончил в 1974 году. После Академии Патрик поступил в Гарвард Колледж по специальности «Английская и американская литература», после которой работал волонтером ООН в Африке. С 1979 по 1982 год учился в Гарвардской школе права.

## Личная жизнь
Женат на Диане Патрик, имеет двух дочерей, Сару и Кэтрин.

## Политическая карьера
В 1994 году по предложению Президента Клинтона утвержден Сенатом в должности помощника Генерального прокурора по гражданским правам. Работал над делами по расовой и половой дискриминации, торговле людьми и другими.
В 2005 году Патрик объявил о своем желании стать кандидатом от Демократической партии на выборах губернатора Массачусетса. Он казался «темной лошадкой» на фоне известных в Массачусетсе демократов Тома Райли и Криса Габриэлли. Победив на демократических праймериз, в 2006 году выиграл выборы губернатора, обогнав действующего лейтенант-губернатора, республиканку Керри Хили, независимого кандидата Кристи Майос и Грейс Росс от Партии зеленых.
В 2010 году был избран губернатором на второй срок.

## Политические взгляды
- Образование: обещал вывести среднее образование в Массачусетсе на «мировой уровень», а также сделать образование в высших учебных заведениях, финансируемых Содружеством, бесплатным для выпускников массачусетских школ.
- Однополые браки: является сторонником однополых браков.
- Смертная казнь: является противником смертной казни, утверждая, что она «не работает».
- Энергетика: является сторонником перехода на использование альтернативных источников энергии.
- Здравоохранение: является сторонником реформы системы здравоохранения.
- Стволовые клетки: является сторонником исследований стволовых клеток.